# Ergobrotis
Ergobrotis ou Ergobroteos est une cité antique de Galatie, en Asie Mineure. Elle fut notamment une cité galate située sur le territoire des Tectosages.
Occupée par les Galates autour du IIe siècle av. J.-C., elle est encore mentionnée vers 600 lorsque l'ascète grec Théodore de Sykéon y séjourne pour chasser des démons.
Ergobrotis était située entre l'actuel village turc de Çağa et la rivière Kirmir Çayı (tr), à une cinquantaine de kilomètres au nord-ouest d'Ankara.